# 歐洲聯盟經濟暨貨幣聯盟
欧洲经济与货币联盟（Economic and Monetary Union of the European Union，缩写EMU），是欧盟内部通过逐步推进经济整合与货币整合，实现成员国经济趋同的一整套政策框架，包含三个阶段。
EMU 的三阶段推进路径包括：
1. 第一阶段：经济政策协调  
2. 第二阶段：实现经济趋同（即成员国经济周期趋于一致）  
3. 第三阶段：采用欧元作为官方货币  
只有当成员国完成第三阶段，才可正式采用欧元，因此第三阶段基本等同于“欧元区”的范围。
欲进入第三阶段，成员国须满足《马斯特里赫特收敛标准》，其中包括至少连续两年参与欧洲汇率机制第二阶段（ERM II），在此期间货币汇率需保持在允许的波动区间内，以体现经济稳定性。
EMU 政策适用于所有欧盟成员国。其中，仅丹麦拥有法律性豁免权，其余成员国一旦满足条件，均须加入欧元区。
目前已有20个欧盟成员国完成第三阶段，正式采用欧元，最近加入者为克罗地亚。

### 初期发展
在建立欧洲共同体之前，关于在欧洲建立经济与货币联盟的想法就已被提出。例如，拉丁货币联盟从1865年存在至1927年，成为后来区域货币协作的历史先例。1929年，德国外交部长古斯塔夫·施特雷泽曼在国际联盟中首倡“欧洲货币”的构想，应对战后欧洲的新兴国家与经济分裂问题，奠定后续区域货币合作的思想基础。
1957年，荷兰银行行长马里乌斯·霍尔特罗普在阿尔巴赫欧洲论坛提议设立统一中央银行政策，但该构想遭比利时、法国与德国行长质疑，反映了当时国家间金融主权悬殊导致整合难度。
1969年，《巴尔报告》提出EEC成员国应加强经济政策协调与货币合作，随后在同年海牙首脑会议上确立建立经济与货币联盟（EMU）的阶段性计划。
1970年10月，卢森堡首相皮埃尔·维尔纳主持专家小组发布“维尔纳报告”，首次提出三阶段EMU蓝图。但此计划因1971年布雷顿森林体系瓦解及1972年石油危机冲击而受挫，“隧道蛇”（snake in the tunnel）机制也最终失败。

### 德洛尔报告
关于经济与货币联盟（EMU）的讨论在1988年6月汉诺威首脑会议上被重新全面提上议程。会议决定成立由当时欧洲委员会主席雅克·德洛尔主持、由12个成员国中央银行行长组成的德洛尔委员会，负责提出实现经济与货币联盟的新时间表，并规划出清晰、可行且现实的步骤。这种工作方法源自于斯帕克方法。
1989年4月，发布《德洛尔报告》，提出分三阶段推进经济与货币联盟的计划，并建议建立包括欧洲中央银行体系（ESCB）在内的新机构设立，以集中制定和实施货币政策。
实施经济与货币联盟的三个阶段如下：

### 第一阶段（1990年7月1日至1993年12月31日）
- 自1990年7月1日起，欧洲经济共同体内部取消了外汇管制，实现资本流动完全自由化。[15][16]
- 1992年签署的《马斯特里赫特条约》正式确立实现经济与货币联盟为目标，并制定了包括通货膨胀率、公共财政、利率和汇率稳定性等在内的若干经济趋同标准。[17][18]
- 该条约于1993年11月1日正式生效。[19]

### 第二阶段（1994年1月1日至1998年12月31日）
- 成立欧洲货币机构（EMI），作为未来欧洲中央银行（ECB）的前身，负责加强成员国及其国家中央银行之间的货币合作，并监督欧洲货币单位（ECU）纸币的管理。[20][21]
- 1995年12月16日，决定新货币的名称为欧元。[22][23]
- 1997年6月16–17日，欧洲理事会在阿姆斯特丹批准《稳定与增长公约》及设立ERM II。[24][25]
- 1998年5月3日，欧盟理事会决定1999年1月1日起首批11国进入第三阶段。[26][27]
- 1998年6月1日，欧洲中央银行成立；1998年12月31日，确定11国货币与欧元转换汇率。[28][29]

### 第三阶段（1999年1月1日及以后）
- 自1999年起，欧元成为实际货币，货币政策由ECB统一制定实施。[30][31]
- 2001年1月1日，希腊加入第三阶段。[32][33]
- 2002年1月1日，欧元纸币和硬币正式投入流通。[34][35]
- 随后三年多国加入：斯洛文尼亚（2007）、塞浦路斯与马耳他（2008）、斯洛伐克（2009）、爱沙尼亚（2011）、拉脱维亚（2014）、立陶宛（2015）、克罗地亚（2023）。[36][37]

## 批评
是否欧元区国家构成一个最优货币区一直存在争议。
也有不少观点质疑，并非所有欧元区国家在加入欧元前，真的已经达到了《马斯特里赫特条约》所要求的“高度可持续的趋同”标准，若未达标便贸然加入，未来可能会陷入财政困境。

### 货币政策缺乏灵活性
由于欧元区实行统一的货币政策，各成员国事实上使用的是“外币”，因此无法再通过本国中央银行实施独立的货币政策作为经济调控工具，也无法通过发行货币来为政府赤字融资或偿付政府债券利息。
因此，若成员国未能保持《马斯特里赫特条约》所要求的财政纪律，机制本身意味着该国可能会陷入“无钱可用”的境地，出现主权债务危机，丧失通过主权货币再融资的能力。这正是希腊、爱尔兰、葡萄牙、塞浦路斯和西班牙曾面临的困境。

## 改革经济与货币联盟的计划
鉴于单纯的紧缩政策（austerity）未能有效化解欧元危机，法国总统弗朗索瓦·奥朗德重新推动改革现有欧元区架构的讨论。有关完善现行EMU体系、纠正其经济失衡与社会震荡的研究逐渐兴起，出现“真正的”EMU（genuine EMU）这一关键词。
截至2012年初，拟议的改革方案包括：为欧盟引入财政能力、推行共同债务管理，以及建立完全一体化的银行联盟，然而这一目标短期内仍难实现。
此外，普遍担忧若赋予欧盟更大干预成员国财政政策与推动劳动市场灵活性的权力，恐将威胁社会欧洲的既有成果。
在谈判过程中，因各成员国社会政治特征不同，主张的解决方案也有差异，最终达成较为宽泛的妥协。

### 首个经济与货币联盟改革计划（2012－2015年）
2012年12月，正值欧洲主权债务危机高峰，暴露出EMU架构存在诸多缺陷。欧盟理事会主席、欧盟委员会主席、欧洲中央银行行长及欧元集团主席联合发布报告《迈向真正的经济与货币联盟》（Towards a genuine Economic and Monetary Union），提出以下改革路线图，以保障EMU的稳定与完整性。
| 阶段                                                                        | 行动计划 | 截至2015年6月执行情况                                                                                |
| --------------------------------------------------------------------------- | --- | --- |
| 第一阶段：确保财政可持续性，打破银行与主权之间的风险传染机制 (2012－2013年) | 完成财政治理框架，包括实施《六项立法方案》（Six-Pack）、《财政契约》（Fiscal Compact）、《两项立法方案》（Two-Pack）。 | 已全部完成，六项法案2011年12月生效，财政契约2013年1月生效，两项法案2013年5月生效。                   |
| 第一阶段：确保财政可持续性，打破银行与主权之间的风险传染机制 (2012－2013年) | 建立重大经济政策改革的事前协调机制，依据《稳定、协调与治理条约》第11条实施。                                           | 2014年6月启动试点，建议将该机制与欧洲学期现行工具互补，且应采取“自愿参与、结果不具约束力”的原则。    |
| 第一阶段：确保财政可持续性，打破银行与主权之间的风险传染机制 (2012－2013年) | 建立欧洲银行业监管体系，作为欧盟银行联盟首要组成部分，并确保《资本要求指令与条例》（CRD‑IV/CRR）生效。                 | 已全部完成，CRD‑IV/CRR于2013年7月生效，欧洲银行业监管于2014年11月投入运作。                          |
| 第一阶段：确保财政可持续性，打破银行与主权之间的风险传染机制 (2012－2013年) | 各国协调统一银行破产与存款保障框架，实现金融行业统一规则。                                                             | 已完成，《银行恢复与处置指令》（BRRD）于2014年5月生效，《存款保障计划指令》（DGSD）于2014年4月生效。 |
| 第一阶段：确保财政可持续性，打破银行与主权之间的风险传染机制 (2012－2013年) | 在欧洲稳定机制（ESM）下，建立直接银行资本重组机制，避免未来成员国政府需为系统性银行破产兜底。                          | 2014年12月，ESM已启动该机制。                                                                        |
| 第二阶段：完成金融一体化框架，推动健全结构性改革 (2013－2014年)             | 完成欧盟银行联盟建设，建立单一决议机制（SRM）和单一决议基金（SRF）。                                                   | SRM已于2015年1月成立，SRF于2016年1月启用。                                                           |
| 第二阶段：完成金融一体化框架，推动健全结构性改革 (2013－2014年)             | 建立“政策协调、趋同与执行”机制，为改革提供针对性财务支持。                                                             | 状态不明，但在2015年“Five Presidents”报告中被再次强调。                                              |
| 第三阶段：提升EMU抗冲击能力，建立中央层面的风险缓释机制 (2015年及以后)      | 建立一套中央层面的“经济冲击缓释机制”，通过激励机制帮助成员国应对特定经济冲击。                                         | 状态不明，但在2015年政策建议中被提出。                                                               |
| 第三阶段：提升EMU抗冲击能力，建立中央层面的风险缓释机制 (2015年及以后)      | 增强国家预算共同行动决策程度，提升经济政策协调。                                                                       | 状态不明，但被纳入2015年白皮书规划（至2025年分阶段推进）。                                           |

### 第二轮经济与货币联盟改革计划（2015－2025年）：《五主席报告》
2015年6月，欧洲理事会主席、欧盟委员会主席、欧洲中央银行行长、欧元集团主席及欧洲议会主席联合发布了《完成欧洲经济与货币联盟》（Completing Europe's Economic and Monetary Union，通常简称“五主席报告”）。该报告提出深化EMU的路线图，旨在完善货币联盟架构，提升成员国应对全球挑战的能力。

#### 第一阶段（2015年7月－2017年6月）：通过现有条约加深整合
目标是利用现有条约框架与政策工具，增强EMU的韧性，即“通过行动深化”（deepening by doing）。具体包括以下11项工作任务：
- 深化经济联盟，促进竞争力、就业和增长：
  - 建立“欧元区竞争力机构体系”（national Competitiveness Authorities）：各成员国应设立独立机构评估国家竞争力，欧盟委员会负责年度协调政策建议[74][75].
  - 强化《宏观经济失衡程序》（MIP）的实施，确保在发现“过度失衡”时立即触发法律程序，并扩大对经常账户盈余等失衡的关注[74][75]。
  - 强化欧洲学期中就业与社会政策评估，改善劳动市场结构，提升社会保障体系[74][75].
  - 完善国家特定改革建议（CSRs），强调问责机制与改革落实[74][75].
  - 深化单一市场建设，重点推进能源联盟与数字单一市场[74][75]。

- 完善欧盟银行联盟：
  - 为单一决议基金（SRF）建立临时过渡性融资机制，保障应对重大银行风险的能力[76][74].
  - 初步推动建立欧洲存款保险制度（EDIS），降低主权－银行之间的互相依赖[74][75].
  - 优化ESM“直接银行资本重组工具”，放宽准入条件，提高灵活性[74][75]。

- 推进资本市场联盟（CMU）建设：
  - 改善中小企业和创新企业融资渠道，扩大跨境资本流动，提升市场韧性[77][74].
  - 强化跨境监管协调，推动税制协调与破产法改革[74][77]。

- 强化欧洲系统性风险理事会职能，提升金融体系整体风险监测能力[74][75]。

- 设立欧洲财政委员会（European Fiscal Board），协调国家政策评估并监督财政执行情况[78][74]。

- 改革欧洲学期流程，增强议会监督与透明度[74][75]。

- 加强欧元集团协调职能，强化其决策执行能力[74][75]。

- 推进欧元区统一对外代表机制，在IMF等国际组织中发出统一声音[74][75]。

- 将现有政府间协议纳入欧盟法律（如《稳定与协调条约》及单一决议基金协定）[74][75].

#### 第二阶段（2017年－2025年）：巩固改革成果并推进制度深化
欧盟委员会将在2017年春季发布一份白皮书，评估第一阶段的执行进展，细化第二阶段的改革内容。 主要措施包括：
- 将欧洲稳定机制（ESM）纳入欧盟条约体系，简化治理结构，实现自动适用于所有欧元区成员国。[74][80]
- 推出更具法律约束力的“共同收敛基准标准”，推动各国在劳动力市场、竞争力、营商环境、公共管理及公司税基等方面实现更高程度协调。[74][81]
- 建立“经济冲击吸收机制”，作为欧元区层面防范经济冲击的财政能力。其设计目标是，成员国需符合上述收敛标准方可参与，且财政转移应为短期对称调整，不形成永久性跨国转移。[74][82]
- 探索建立欧元区共同决策机制，增强对各成员国国家预算和结构性经济政策（例如税收政策、就业政策等）的协调能力。[74][83]
- 探讨将欧洲战略投资基金转型为长期稳定性的欧元区公共投资工具，服务于“经济冲击吸收机制”目标。[74][84]

#### 第三阶段（2025年前）：实现“深度和真正的经济与货币联盟”
第三阶段的目标是在2025年前完成EMU架构升级，若需要，推动条约修订。 届时将实现：
- 更具实质性的“经济联盟”：通过加强结构改革，提升欧元区整体经济融合程度、繁荣水平与社会凝聚力。[74][86]
- 完整的“金融联盟”：完成银行联盟建设，并建成资本市场联盟。[74][87]
- 健全的“财政联盟”：实现协调一致的财政政策框架，增强中央财政能力。[74][88]
- 强化的“政治联盟”：提升EMU治理的民主合法性与问责性，增强欧元区机构建设。[74][89]

#### 原始资料
欧洲中央银行历史档案馆已于2020年3月公开了“德洛尔委员会”全部会议记录、报告及谈话记录。

## 延伸阅读
- Simonazzi, Annamaria; Vianello, Fernando, , Moss, Bernard H.; Michie, Jonathan  (编), , Basingstoke: Macmillan, 2000, ISBN 9780333792933
- Hacker, Björn.  (PDF). Berlin: Friedrich-Ebert-Stiftung, International Policy Analysis. 2013  [2025-06-25]. ISBN 9783864987465. （原始内容存档 (PDF)于2013-12-19）.
- Miles, Lee; Doherty, Gabriel. . Journal of European Integration. March 2005, 27 (1): 89–109. S2CID 154539276. doi:10.1080/07036330400030064.
- Howarth, David. . Journal of European Integration. March 2007, 29 (1): 47–68. S2CID 153678875. doi:10.1080/07036330601144409.